# Магарач (институт)
ФГБУН «Всероссийский национальный научно-исследовательский институт виноградарства и виноделия «Магарач» НИЦ «Курчатовский институт»» (ранее — Магарачское казённое заведение, Всесоюзный научно-исследовательский институт виноделия и виноградарства «Магарач», Национальный институт винограда и вина «Магарач») — научно-исследовательское и учебное учреждение и производственное предприятие в Крыму, специализирующееся на различных аспектах виноградарства и виноделия. Функционирует как федеральное государственное бюджетное учреждение науки под эгидой Российской академии наук.
Из-за аннексии Крыма Россией институт находится под международными санкциями всех стран Евросоюза, Великобритании, США и ряда других стран.

## История

### До 1917

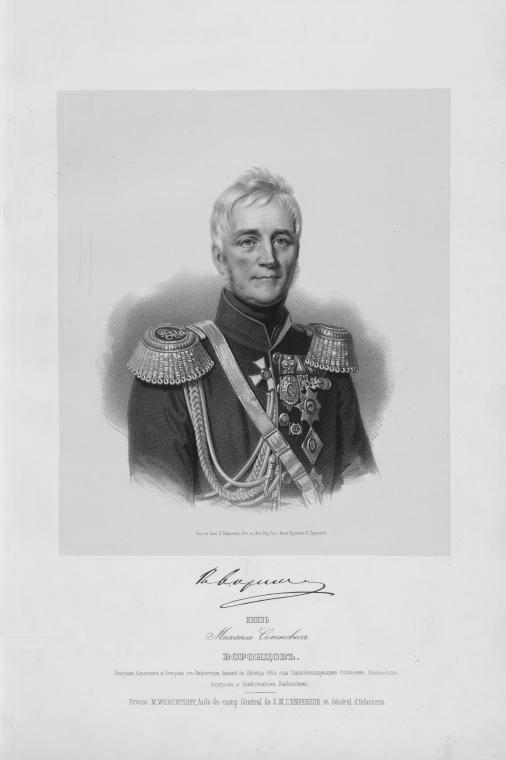
Князь Михаил Семенович Воронцов. 1856.

Национальный институт винограда и вина «Магарач» (НИВиВ «Магарач») — старейший отечественный научный центр — был основан как Магарачское казённое заведение в составе Императорского Никитского сада в 1828 году, согласно указу Николая I от 14.09.1828 и по инициативе генерал-губернатора Новороссии и наместника Бессарабии князя М. С. Воронцова. Указом предусматривались масштабные меры по развитию садоводства, виноградарства и виноделия в Новороссии и Бессарабии.
Задачи Магарачского казённого заведения по поручению князя М. С. Воронцова были разработаны директором Императорского Никитского сада Николаем Андреевичем Гартвисом в «Рапорте № 41» от 25 апреля 1828 года. На землях Сада в урочище, именуемом Магарач (по названию бывшей ранее в этом месте греческой деревни), создавалось специальное заведение для сбора, посадки и распространения владельцам земельных участков виноградных лоз. В рапорте предусматривалась закладка образцового виноградника и обучение в течение 15 лет навыкам ухода за лозой учеников-работников.
В 1828 году в Магарач было переведено из Судака училище виноградарства и виноделия. Здесь, в Магарачском заведении, началась подготовка виноделов. Первыми учениками были мальчики из военно-сиротских домов. Срок учёбы им определили в 15—20 лет. Позже принимали в училище только грамотных и за плату в 50 рублей в год при полном пансионе.
Затем были открыты высшие винодельческие курсы, где подготовили немало специалистов, которые по окончании учёбы устраивались работать в частные хозяйства юга Украины.
Весной 1829 года был заложен опытный виноградник черенками, полученными из имений князя М. С. Воронцова.
Уже в 1832 году из Магарача в различные регионы Кавказа, Бессарабии, Украины разослано 6,5 тысяч лоз ценных сортов винограда.
В 1834—1837 гг. был построен винный погреб, в 1836 году был принят на службу опытный винодел родом из южной Франции Франциск (Франц Иванович) Гаске.
Небольшая (22,5 тысяч бутылок) коллекция вин «Магарача» бережно хранит 3 бутылки вина «Мускат розовый Магарач», урожая 1836 года и внесенного в книгу рекордов Гиннесса, как самое старое русское вино.
Н. А. Гартвисом была основана коллекция сортов винограда (1826), в течение 36 лет проводились исследования по сортоизучению и селекции сортов винограда.
В 1835 году построен, а в 1851 году капитально реконструирован первый винный погреб, откуда уже в 1845 году были отправлены на реализацию первые партии вин в Нижний Новгород, Казань, Саратов, где они и получили самое высокое признание. В 1873 году на международном конкурсе в Вене высокую оценку получили вина «Мускат белый» и «Траминер» .
В Магараче работали прославленные отечественные ученые, заложившие основы технологии уникальных крепких и десертных вин Крыма — Ф. И. Гаске, А. П. Сербуленко, А. Е. Саломон, С. Ф. Охременко (отец) и Н. С. Охременко (сын), М. А. Ховренко. Именно благодаря их трудам в «Магараче», а позднее и в Массандре, появились такие марки вин, как мускаты (белый, розовый, чёрный), Пино-гри, знаменитые крымские портвейны и мадеры. Первые награды международных конкурсов «Магарач» получил в 1873 году в Вене (золотые медали — «Мускату белому» и «Траминеру»), а в 1906 году на конкурсе-выставке в Милане все три разновидности Муската, а также Пино-гри и Саперави в крепком исполнении удостоились премий «Гран-при». Всего же у вин «Магарача» — 68 золотых, 34 серебряных и 3 бронзовых награды; половина «урожая» золотых медалей принадлежит Мускату белому «Магарач».

### После 1917
До 1931 года «Магарач» был отделом Никитского ботанического сада, а затем выделился в самостоятельную Крымскую зональную станцию винодельческой промышленности.
При участии Я. Ф. Каца, В. С. Сушкова, А. А. Иванова выявлялись аборигенные сорта, выделялись ценнейшие из них (Эким кара, Кефесия, Сары Пандас и др.), определялись синонимы, с 1932 года началось активное пополнение коллекции, создавался первый вариант сортового районирования Крыма. А. А. Ивановым и Н. И. Хилькевичем в Красногвардейском районе Крыма (ныне с. Клепинино) была создана опытная плантация, ставшая впоследствии Степным опорным пунктом «Магарача», для изучения сортов и приёмов агротехники применительно к засушливым условиям степи.
В 1940 году согласно приказу Наркомата пищевой промышленности СССР Всесоюзная научно-исследовательская станция виноделия и виноградарства «Магарач» была преобразована во Всесоюзный научно-исследовательский институт виноделия и виноградарства «Магарач» (ВНИИВиВ «Магарач»), головное учреждение по проблемам виноградарства и виноделия на всей территории бывшего СССР. Построено новое здание института (авторы проекта московские архитекторы Г. С. Гуревич-Гурьев и Д. С. Меерсон). В первые послевоенные годы им были созданы филиалы в Молдавии, Средней Азии и на Кавказе, которые стали впоследствии республиканскими научно-исследовательскими институтами, а московский филиал сохранялся до 1989 года. Долгое время Институт находился в подчинении союзного Министерства пищевой промышленности.
За заслуги в развитии виноградарства и виноделия страны, а также в связи со 150-летием со дня основания в 1978 году институт был награждён орденом Трудового красного знамени. В 1989 году Институт получил статус академического научного учреждения и перешел в подчинение Всесоюзной академии сельскохозяйственных наук, а в августе 1991 года Указом Президиума Верховного Совета Украины был включен в состав Украинской академии аграрных наук с функцией головной организации на Украине по проблемам виноградарства и виноделия. В 2005 году институту «Магарач» присвоен статус национального. В составе института 7 научных отделов и 6 лабораторий. Институту подчинены как юридические лица: Предгорное опытное хозяйство в селе Вилино Бахчисарайского района, Степное опытное хозяйство в селе Дмитриевка Джанкойского района, Крымская опытная станция табаководства в селе Табачное Бахчисарайского района.
С 1958 года в НИВиВ «Магарач» трудился, занимая различные должности от младшего научного сотрудника (1958 год) до главного научного сотрудника (2000 год) крупный советский винодел, профессор, доктор наук, основатель научной школы Г. Г. Валуйко.
В 1970 году на базе ИВиВ «Магарач» проведена юбилейная 70-я Генеральная Ассамблея Международной организации виноградарства и виноделия (МОВВ, Париж).

### После 1991
С 1998 года по 2010 год директором Института винограда и вина «Магарач» был доктор сельскохозяйственных наук, профессор А. М. Авидзба.
В 2013 году директором института приказом НААН Украины был назначен доктор технических наук, профессор В. А. Загоруйко.

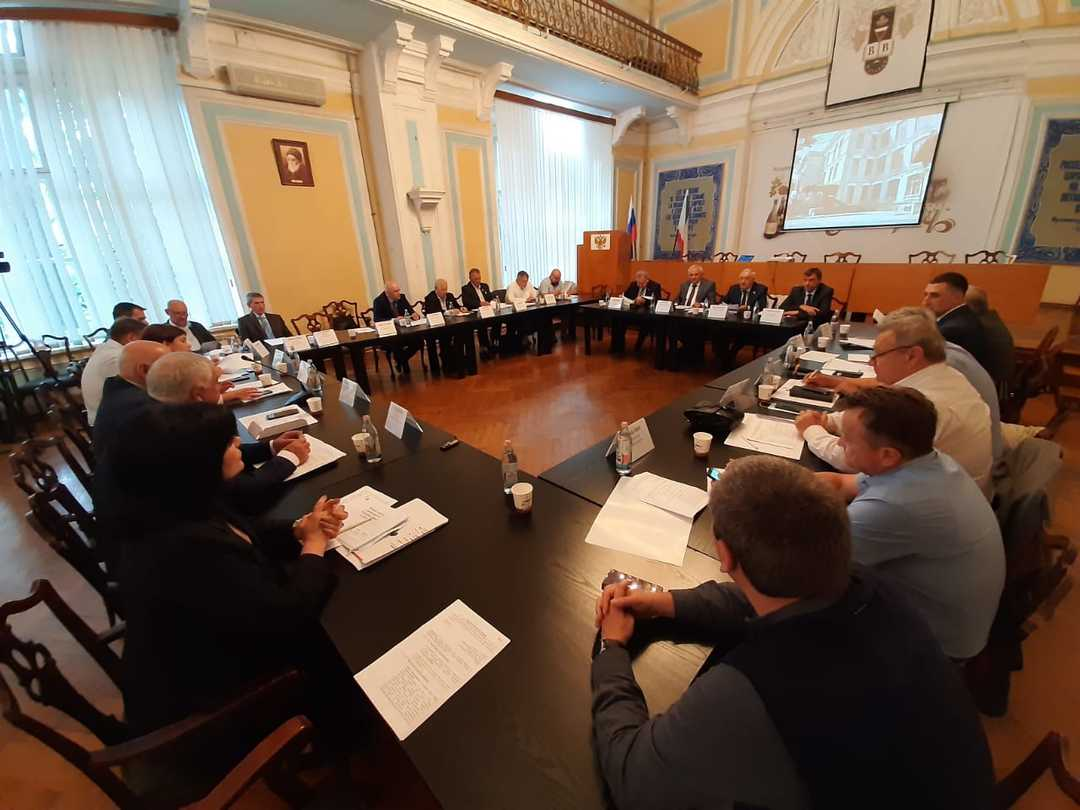
Общественные слушания по внесению поправок в закон о виноградарстве и виноделии. Конференц-зал института

Институт располагает уникальной библиотекой с фондом хранения около 100 тысяч печатных единиц, полумиллионным патентным фондом, крупнейшей коллекцией винограда, содержащей более 3200 сортообразцов и форм. Институтом «Магарач» выведены высокоценные сорта винограда с комплексом хозяйственно ценных признаков, среди которых устойчивость к болезням и вредителям, ранний срок созревания, высокая урожайность. Широко известны такие сорта селекции института, как: Первенец Магарача, Юбилейный Магарача, Антей магарачский, Нимранг устойчивый, Подарок Магарача и другие.
Опытные хозяйства института производят около двух тысячи тонн винограда, идущего в основном на производство уникальных крымских вин. В честь института одной из малых планет, зарегистрированных в Международном каталоге малых планет, присвоено имя «Магарач», а другой планете — имя его директора «Авидзба».
C 17 по 19 мая 2021 года на площадке ФГБУН «Всероссийский национальный научно-исследовательский институт виноградарства и виноделия „Магарач“ РАН» прошли Общественные слушания по внесению поправок в закон о виноградарстве и виноделии в Российской Федерации.
В 2025 году институт вошел в состав Национального исследовательского центра «Курчатовский институт». Как сообщил еще в 2022 году президент НИЦ «Курчатовский институт» Михаил Ковальчук, «уникальный научный задел Курчатовского института в области генетики сегодня стал основой для развития принципиально новой научной базы виноградарства и виноделия».

## Лаборатории института

### Лаборатория игристых вин
Лаборатория игристых вин отдела технологии виноделия была создана в 1995 году.
Фундаментальные исследования лаборатории:
- совершенствование теории шампанизации;
- адаптация виноделия Крыма к требованиям ЕС;

Прикладные исследования:
- совершенствование технологических приёмов, создание новых марок игристых вин;
- совершенствование методов контроля качества сырья (винограда, виноматериалов) и готовой продукции (вин, насыщенных диоксидом углерода);
- совершенствование нормативной базы;
- популяризация результатов исследований;

За период существования лабораторией разработаны:
- технология приготовления «жемчужных» (полуигристых вин) с пониженной концентрацией диоксида углерода;
- технология и сатуратор для насыщения напитков жидким СО2;
- методика и механизм, позволяющие проводить процесс производства игристых вин по малозатратным технологиям;
- 6 новых марок игристых вин.

### Лаборатория коньяка
Лаборатория коньяка как отдельное структурное подразделение была организована в составе отдела технологии виноделия в апреле 1974 года.
В настоящее время лаборатория продолжает вести научные исследования по многим направлениям, основными из которых являются:
- расширение сырьевой базы коньячного производства, включающей исследование новых сортов винограда, устойчивых к неблагоприятным факторам внешней среды, а также усовершенствование технологии коньячных виноматериалов с использованием современного технологического оборудования;
- усовершенствование технологии получения коньячных спиртов на аппаратах различного типа с целью повышения качества молодого коньячного спирта, снижения материальных и энергетических затрат, а также увеличения выхода высококачественных спиртов;
- разработка способов ускорения созревания коньячных спиртов с целью повышения качества и снижения потерь при многолетней выдержке;
- стабилизация готовой продукции от помутнений на основе изучения и устранения факторов помутнений на всех этапах приготовления коньяков.

Лаборатория коньяка тесно сотрудничает с ведущими предприятиями и учреждениями винодельческой промышленности по различным направлениям:
- разработка нормативной документации по коньячному производству (стандарты, основные правила производства, технологические инструкции, технические условия) для отрасли в целом или индивидуально для отдельных предприятий;
- разработка новых, или передача уже разработанных технологий по различным этапам технологического процесса производства коньяков (усовершенствование технологии получения коньячных виноматериалов, усовершенствование процессов перегонки, усовершенствование и внедрение новых способов ускоренного созревания коньячных спиртов, усовершенствование технологий приготовления купажных материалов для повышения стабильности готовой продукции);
- рекомендации по подбору сортов винограда, технологического оборудования, вспомогательных материалов, разработка новых марок коньяков и крепких напитков;
- рекомендации по обработкам купажей коньяков. Изучение и устранение факторов помутнений на всех этапах приготовления коньяков.

### Испытательная лаборатория
Полное название Испытательной лаборатории звучит так: Испытательный центр по контролю качества пищевой продукции «МАГАРАЧ». Специализируется в аналитическом сопровождении винопродукции и предлагает производителям и дистрибьюторам вин весь потенциал своих возможностей.
Контрольные анализы выполняются с использованием официальных методов, рекомендованных Международной организацией винограда и вина.

### Лаборатория инновационных технологий
Создана в 2008 году. Основные направления деятельности лаборатории:
- продвижение НИР, имеющих инвестиционную перспективу;
- научно-исследовательская работа;
- разработка нормативной и технологической документации;
- организация экспериментального и опытного производства;
- проведение совещаний, конференций, семинаров;
- подготовка кадров;
- проведение рекламной и маркетинговой работы;
- сопровождение и поддержка инноваций.

## Коллекции института

### Коллекция вин
Коллекция вин ИВиВ «Магарач» начала создаваться с 1836 года. Более 150 лет усилиями многочисленных учёных и виноделов создавалась коллекция уникальных вин, которые выделялись из лучших отечественных и зарубежных вин, являющихся эталонами типа и качества. По своему возрасту и составу коллекция вин НИВиВ «Магарач» уникальна. В настоящее время в коллекции находится на хранении 22 тысячи бутылок вин более ста наименований.

### Национальная коллекция микроорганизмов для виноделия
Коллекция культур микроорганизмов в НИВиВ «Магарач» начала создаваться с 1893 года. Более 100 лет усилиями многочисленных микробиологов-виноделов создавалась коллекция чистых культур дрожжей, которые выделялись из лучших отечественных вин, завозились из-за рубежа. На сегодняшний день в коллекции сохраняются 1076 культур. Это самая большая коллекция на территории СНГ.
С 1993—1995 гг. осуществляется юридическое становление коллекции ИВиВ «Магарач», сначала как филиала национальной коллекции промышленных культур микроорганизмов Украины. 3 марта 1993 года президиум УААН утвердил «Положение о Национальной коллекции чистых культур микроорганизмов для виноделия», присвоил коллекции ИВиВ «Магарач» искомый статус НКМВ.
С 1996 года совместно с Институтом микробиологии и вирусологии им. Заболотного НАН Украины проводится работа по идентификации штаммов дрожжей и составления для них карт Всемирной Федерации Коллекции культур. Рассматривается вопрос о включении коллекции ИВиВ «Магарач» в состав формирующейся Национальной коллекции микроорганизмов Украины.
В апреле 1999 года постановлением № 527 Кабинета Министров Украины, коллекция штаммов промышленно ценных микроорганизмов для виноделия ИВиВ «Магарач» внесена в перечень научных достояний Украины.

## Научная деятельность
В настоящее время Институт осуществляет научно-исследовательскую и образовательную деятельность, проводит обучение в аспирантуре и докторантуре.
Постановлением ВАК России создан диссертационный совет Д 900.02.01 по специальностям:
- 06.01.08 — Плодоводство, виноградарство (сельскохозяйственные науки)
- 05.18.01 — Технология обработки, хранения и переработки злаковых, бобовых культур, крупяных продуктов, плодоовощной продукции и виноградарства (технические науки)

Институт обменивается научными трудами с 30 исследовательскими учреждениями и фирмами из 14 стран — Италия, Израиль, Франция, Германия, США, Украина, Молдавия, Белоруссия, Грузия, Туркменистан, Азербайджан, Армения, Узбекистан и др.

## Ассортимент вин

### Ассортимент марочных вин «Магарач»
Вина института «Магарач» разливают в оригинальные фирменные бутылки (0,7 л), на которых имеются две объёмные надписи «Магарач», выполненные шрифтом, стилизованным под рукописный. Бутылки укупориваются пробками из коркового дуба, на пробке имеются надпись «Магарач» и логотип института.
- Алиготе «Магарач». Вино 1,5-летней выдержки.
- Бастардо «Магарач». Вино 3-летней выдержки. Награждено 8 золотыми и 3 серебряными медалями. Вырабатывается с 1968 года.
- Пино-гри «Магарач». Награждено 2 серебряными и 1 золотой медалями.
- Портвейн белый «Магарач». Вино 3-летней выдержки. Награждено 6 золотыми 2 серебряными медалями.
- Портвейн красный «Магарач». Вино 3-летней выдержки. Награждено 3 золотыми медалями.
- Рубиновый Магарача. Вино 3-летней выдержки. Вырабатывается с 1968 года.
- Магарач № 22 (вино типа красного портвейна). Награждено золотой медалью.
- Магарач № 23 (вино типа белого портвейна).
- Магарач № 24 (вино белое крепкое). Награждено золотой медалью.
- Магарач № 25 (вино типа токайского). Награждено 4 золотыми и 1 серебряной медалями.
- Мадера Альминская. Вино 4-летней выдержки. Награждено 3 золотыми и 2 серебряными медалями. Вырабатывается с 1973 года.
- Мускат белый «Магарач». Вино 2-летней выдержки. Награждено 11 золотыми медалями[11]. Вырабатывается с 1836 года.
- Мускат розовый «Магарач». Вино 2-летней выдержки. Награждено кубком Гран-при, 15 золотыми и 3 серебряными медалями. Вырабатывается с 1836 года.
- Сердолик Тавриды. Вино 3-летней выдержки. Награждено 2 золотыми и 2 серебряными медалями. Вырабатывается с 1976 года.
- Серсиаль (вино типа мадера). Награждено 4 золотыми и 3 серебряными медалями.
- Серсиаль II (вино типа мадера). Вино 5-летней выдержки. Награждено 2 серебряными и 1 золотой медалями.
- Херес «Магарач». Вино 3-летней выдержки. Награждено 4 золотыми и 1 серебряной медалями. Вырабатывается с 1976 года.
- Херес сухой «Магарач». Вино 4-летней выдержки. Награждено кубком Гран-при, 10 золотыми и 1 серебряной медалями. Вырабатывается с 1999 года[12][13][14][15].

### Ассортимент ординарных вин института «Магарач»

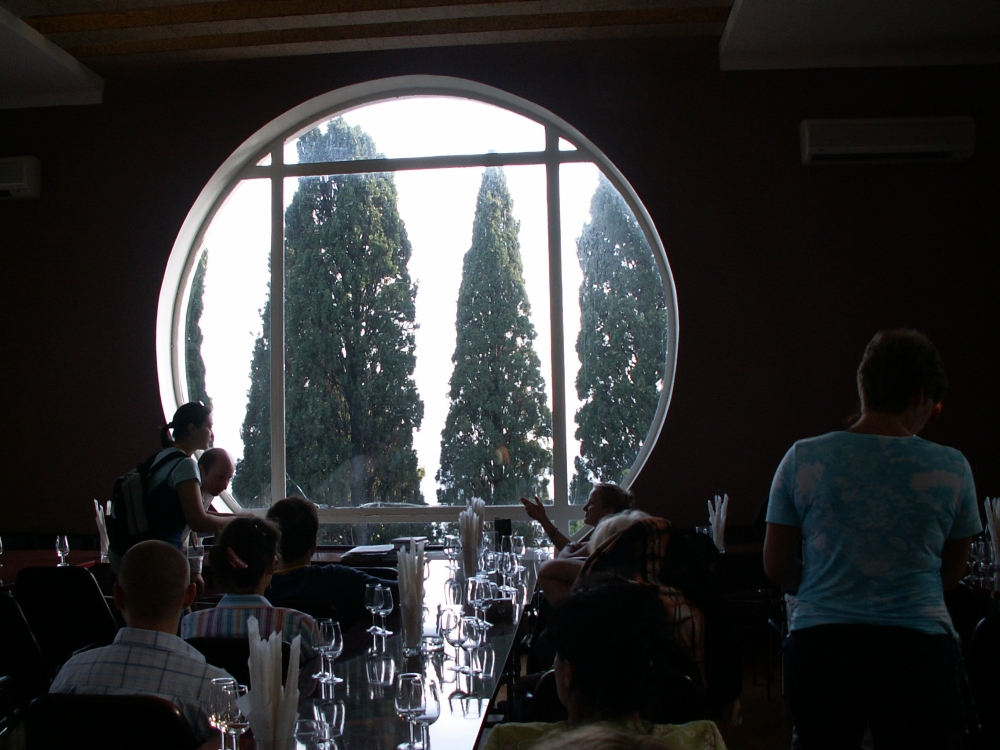
Дегустация вин, произведённых в НИВиВ «Магарач».

Вина реализуются на следующий год после производства.
- Каберне «Магарач». Награждено 2 золотыми и 2 серебряными медалями. Вырабатывается с 2001 года.
- Кагор Украинский. Награждено серебряной медалью.
- Нектар Каратау.
- Полусладкое белое «Магарач».
- Полусладкое красное «Магарач». Награждено золотой медалью. Вырабатывается с 2004 года.
- Полусухое белое «Магарач». Вырабатывается с 2005 года.
- Полусухое красное «Магарач». Вырабатывается с 2004 года.
- Сухое белое «Магарач». Награждено серебряной медалью. Вырабатывается с 2003 года.
- Сухое красное «Магарач». Вырабатывается с 2003 года.
- Совиньон.
- Ркацители «Магарач»[12][13][14].

### Опытно-производственные партии вина
- Молодое красное.
- Пасхальное. Вино двухлетней выдержки. Награждено золотой медалью.
- Ркацители Вилино[12].